# Odevixibat
 (juillet 2025).
L'odevixibat, est un médicament utilisé pour traiter les démangeaisons dans la cholestase intrahépatique familiale progressive. C'est un inhibiteur du transport iléal des acides biliaires.

## Utilisation médicale
Il est commercialisé en France sous le nom Bylvay, il est indiqué chez les enfants âgés d'au moins 6 mois,. Le médicament est administré le matin, par voie orale.
Il est soumis à prescription spéciale : il doit être prescrit et renouvelé par un médecin spécialiste de pédiatrie et/ou d'hépato gastro-entérologie.

## Effets secondaires
Les effets secondaires de ce médicament comprennent la diarrhée, les douleurs abdominales, l’hypertrophie du foie, la carence en vitamines liposolubles et l’inflammation du foie,. La sécurité de ce médicament pendant la grossesse n’est pas claire, avec certaines preuves de danger. C'est un inhibiteur du transporteur d'acide biliaire iléal.

## Histoire
L'Odevixibat a été approuvé pour un usage médical aux États-Unis et en Europe en 2021,. Au Royaume-Uni, un mois de traitement à une dose de 400 mcg coûte environ 6 200 livres sterling en 2022. Aux États-Unis, ce montant est d’environ 13 000 dollars américains.